# Hipódromo de Limerick
El Hipódromo de Limerick (en inglés: Limerick Racecourse) es un lugar de carreras de caballos en Limerick, Irlanda donde se programan todo tipo de carreras. El espacio se inauguró en octubre de 2001 y es el primer hipódromo construido en Irlanda durante 50 años. La ubicación actual es el séptimo lugar para carreras de caballos diferente en Limerick desde 1790. En 1999 la instalación en Greenpark cerca de la ciudad de Limerick se cerró después de 130 años de carreras. El hipódromo consiste en una pista oval de aproximadamente una milla. Está situado en la M20 en la salida a 46 km fuera de la ciudad.